# Landkreis Sankt Ingbert
Der Landkreis Sankt Ingbert war ein Landkreis im Saarland. Zum Kreis gehörten 19 Bürgermeisterämter mit 27 Gemeinden, von denen sieben zu Ämtern zusammengefasst waren. Dazu zählten die beiden Städte St. Ingbert und Blieskastel. Der Landkreis wurde 1902 als bayerisches Bezirksamt Sankt Ingbert gegründet.

## Geographie
Der Landkreis grenzte 1973 im Uhrzeigersinn im Westen beginnend an die Landkreise Saarbrücken, Ottweiler und Homburg. Im Süden grenzte er an das französische Département Moselle.

## Geschichte
Das Bezirksamt Sankt Ingbert wurde am 1. Oktober 1902 aus Teilen des bayerischen Bezirksamtes Zweibrücken gegründet, nämlich aus dem Amtsgericht (zugleich Distrikt) St. Ingbert und denjenigen Gemeinden des Amtsgerichts Blieskastel, die den Distrikt gleichen Namens bildeten.
Nach dem Ersten Weltkrieg wurde das Bezirksamt aufgrund der Bestimmungen des Versailler Vertrages von Deutschen Reich abgetrennt und mit den preußischen Kreisen des Saarbeckens als Saargebiet unter Völkerbundmandat gestellt. 1935 gelangte der Kreis nach der Volksabstimmung zurück zum Deutschen Reich. Nach dem Zweiten Weltkrieg wurde das Saarland 1947 bis 1956 ein teil-souveräner Staat unter französischer Aufsicht und kam nach Ablehnung des Saarstatuts am 1. Januar 1957 zur Bundesrepublik Deutschland.
Am 1. Januar 1974 wurde der Landkreis im Zuge der Gebiets- und Verwaltungsreform im Saarland aufgelöst und zusammen mit dem Landkreis Homburg und dem Ort Rentrisch, jedoch ohne die Orte Ensheim, Eschringen und Schnappach, die an den Regionalverband Saarbrücken fielen, in den Saar-Pfalz-Kreis (heutige Schreibweise: Saarpfalz-Kreis) eingegliedert.

### Religionen
Die evangelische Minderheit im Gebiet des ehemaligen Landkreises St. Ingbert gehörte seit der Union 1818 wie in der gesamten Pfalz zur Vereinigten Protestantisch-Evangelisch-Christlichen Kirche der Pfalz mit dem Konsistorium in München, wurde 1848 davon rechtlich unabhängig und erhielt ein eigenes Konsistorium in Speyer.
Die katholische Bevölkerung gehörte zum Bistum Speyer.

### Einwohnerzahlen
Die Einwohnerzahlen des Bezirksamts bzw. des Kreises betrugen
| Jahr      | 1902   | 1919   | 1939   | 1952   | 1961   | 1970   | 1972   |
| Einwohner | 36.000 | 46.009 | 60.243 | 66.041 | 75.739 | 82.039 | 81.700 |

## Politik

### Landräte
- 1902–1917: Paul Dexheimer (Bezirksoberamtmann)
- 1917–1920: Ludwig Blaß (Bezirksoberamtmann)
- 1920–1929: Otto Maurer
- 1929–1938: Wilhelm Wolfer
- 1938–1942: Walter Unckrich (auftragsweise)
- 1942–1943: Otto Bühler (kommissarisch als Landrat von Homburg)
- 1943–1944: Heinrich König
- 1944–1945: Herbert Erwin „Philander“ Hassenkamp (vertretungsweise)
- 1945–1946: Andreas Grieser
- 1946: Reinhold Gelzleichter (kommissarisch)[2]
- 1947–1956: Willi Eisel
- 1946: Adolf Eisemann
- 1956–1965: Josef Hager
- 1965–1973: Albert Schwarz

### Wappen
Das Wappen wurde zum 60. Jahrestag des Kreises von der Landesregierung verliehen.

#### Blasonierung
Schild durch einen silbernen Pfahl, mit einem mit der Krümme rechtshin gewendeten roten Abtstab belegt, gespalten. Vorn ein nach links gewendeter, golden gekrönter, rotbezungter silberner Löwe in blauem mit silbernen Fußwiderspitzkreuzen bestreutem Feld, hinten in Schwarz ein rot gekrönt und -bezungter, bewehrter goldener Löwe.

#### Wappenbegründung
Das Wappen ist zweimal gespalten und zeigt im linken Feld (vom Betrachter aus) den Löwen der Grafschaft Saarbrücken mit den Kreuzen, der sich aus Courtoisie dem im rechten Feld (vom Betrachter aus) stehenden goldenen Pfälzer Löwen zuwendet. Das mittlere Feld zeigt einen Abtstab. 
Die Kreisfarben waren Blau-Weiß.

## Gemeinden
Zum Landkreis gehörten folgende Gemeinden:
| frühere Gemeinde         | heutige Gemeinde          | heutiger Landkreis          |
| ------------------------ | ------------------------- | --------------------------- |
| Aßweiler                 | Blieskastel               | Saarpfalz-Kreis             |
| Ballweiler               | Blieskastel               | Saarpfalz-Kreis             |
| Bebelsheim               | Mandelbachtal             | Saarpfalz-Kreis             |
| Blieskastel (Stadt)      | Blieskastel (Stadt)       | Saarpfalz-Kreis             |
| Bierbach                 | Blieskastel               | Saarpfalz-Kreis             |
| Biesingen                | Blieskastel               | Saarpfalz-Kreis             |
| Blickweiler              | Blieskastel               | Saarpfalz-Kreis             |
| Bliesmengen-Bolchen      | Mandelbachtal             | Saarpfalz-Kreis             |
| Ensheim                  | Saarbrücken               | Regionalverband Saarbrücken |
| Erfweiler-Ehlingen       | Mandelbachtal             | Saarpfalz-Kreis             |
| Eschringen               | Saarbrücken               | Regionalverband Saarbrücken |
| Gersheim                 | Gersheim                  | Saarpfalz-Kreis             |
| Habkirchen               | Mandelbachtal             | Saarpfalz-Kreis             |
| Hassel                   | St. Ingbert               | Saarpfalz-Kreis             |
| Heckendalheim            | Mandelbachtal             | Saarpfalz-Kreis             |
| Herbitzheim              | Gersheim                  | Saarpfalz-Kreis             |
| Niederwürzbach           | Blieskastel               | Saarpfalz-Kreis             |
| Oberwürzbach             | St. Ingbert               | Saarpfalz-Kreis             |
| Ommersheim               | Mandelbachtal             | Saarpfalz-Kreis             |
| Ormesheim                | Mandelbachtal             | Saarpfalz-Kreis             |
| Reinheim                 | Gersheim                  | Saarpfalz-Kreis             |
| Rohrbach                 | St. Ingbert               | Saarpfalz-Kreis             |
| Rubenheim                | Gersheim                  | Saarpfalz-Kreis             |
| St. Ingbert (Kreisstadt) | St. Ingbert (Mittelstadt) | Saarpfalz-Kreis             |
| Schnappach               | Sulzbach/Saar             | Regionalverband Saarbrücken |
| Wittersheim              | Mandelbachtal             | Saarpfalz-Kreis             |
| Wolfersheim              | Blieskastel               | Saarpfalz-Kreis             |
| Wörschweiler             | Homburg (Kreisstadt)      | Saarpfalz-Kreis             |

Die beiden Gemeinden Alschbach und Lautzkirchen wurden am 1. April 1937 nach Blieskastel eingemeindet.

## Kfz-Kennzeichen
Am 1. Januar 1957 wurde dem Landkreis anlässlich des Beitritts des Saarlandes zur Bundesrepublik Deutschland das Unterscheidungszeichen IGB zugewiesen. Es wurde bis zum 28. Februar 1974 ausgegeben. Für die Dauer eines Monats war es nicht erhältlich. Seit dem 1. April 1974 wird es in der Mittelstadt Sankt Ingbert, die heute zum Saarpfalz-Kreis gehört, ausgegeben.